# Llista de misses de Wolfgang Amadeus Mozart

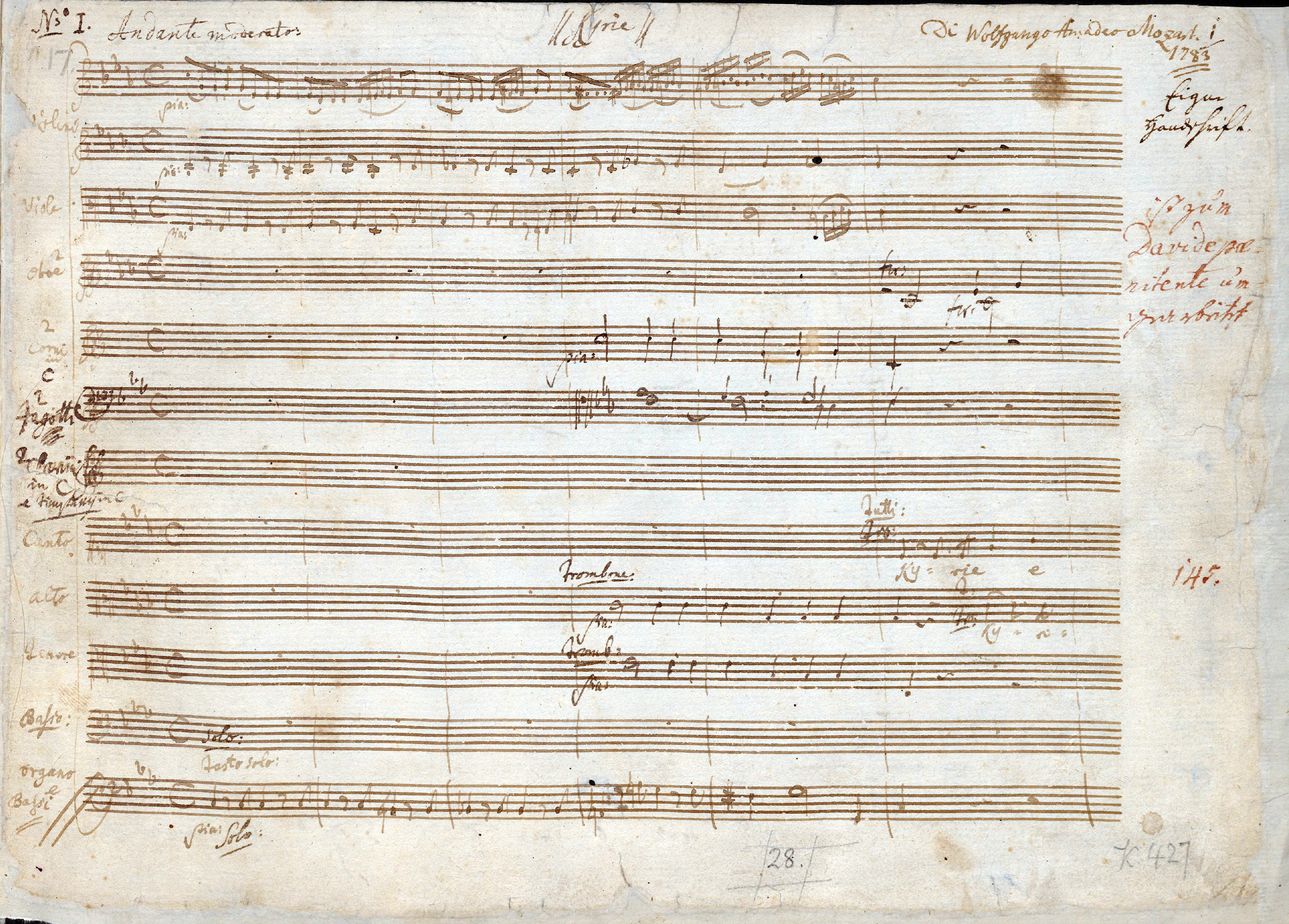
Primera pàgina de la partitura autògrafa de la Gran missa en do menor.

La següent és una llista de misses de Wolfgang Amadeus Mozart (1756-1791). Mozart va compondre més de 600 obres diverses i moltes d'elles destaquen entre les obres més importants tant de l'òpera, com de la simfonia, el concert per a solista o la música de cambra. També va compondre diverses misses, la majoria d'elles quan era músic al servei de l'església a Salzburg. Unes quantes reben la denominació de Missa brevis (missa curta) i d'altres de Missa solemnis (missa solemne o festiva). Hi ha alguns casos que són "Missa brevis et solemnis", ja que, per una banda, són curtes però, per l'altra, incorporen instruments "festius" com ara trompetes. Els sobrenoms amb què se'n coneixen algunes, com ara «Spatzenmesse» ("Missa dels pardals"), es van afegir més tard.
Mozart va compondre la Gran missa en do menor, a Viena entre 1782 i 1783, però la va deixar inconclusa. És formalment una Missa solemnis perquè el "Glòria" i el "Credo" es divideixen en diversos moviments. Mozart no va donar el nom, però va iniciar la primera pàgina amb el títol "Kyrie". El 1791, va compondre una Missa de rèquiem que va quedar inacabada en el moment de morir i la va concloure el seu deixeble Franz Xaver Süssmayr.

## Misses
| Núm.    | Any         | Köchel núm.                 | Títol                                                           | Tonalitat | Notes                                                  |
| ------- | ----------- | --------------------------- | --------------------------------------------------------------- | --------- | ------------------------------------------------------ |
| Núm. 1  | 1768        | K. 49 (47d)                 | Missa brevis                                                    | Sol major |                                                        |
| Núm. 2  | 1769        | K. 65 (61a)                 | Missa brevis                                                    | Re menor  |                                                        |
| Núm. 3  | 1769        | K. 66                       | Missa solemnis «Dominicus»                                      | Do major  |                                                        |
| Núm. 4  | 1768        | K. 139 (47a)                | Missa solemnis en do menor «Waisenhausmesse» Missa de l'orfenat | Do menor  |                                                        |
| Núm. 5  | 1773        | K. 140 (235d, Anh. do 1.12) | Missa brevis                                                    | Sol major | atribució dubtosa                                      |
| Núm. 6  | 1774        | K. 192 (186f)               | Missa brevis                                                    | Fa major  |                                                        |
| Núm. 7  | 1773        | K. 167                      | Missa solemnis Missa en honorem Sanctissimae Trinitatis         | Do major  |                                                        |
| Núm. 8  | 1774        | K. 194 (186h)               | Missa brevis                                                    | Re major  |                                                        |
| Núm. 9  | 1775-1776   | K. 220 (196b)               | Missa brevis «Spatzenmesse» (Missa dels pardals)                | Do major  | també Missa brevis et solemnis                         |
| Núm. 10 | 1776        | K. 257                      | Missa del Credo                                                 | Do major  | Missa brevis et solemnis                               |
| Núm. 11 | 1775        | K. 258                      | Missa brevis                                                    | Do major  | identificada erròniament com a "Spaur" o "Piccolomini" |
| Núm. 12 | 1775 o 1776 | K. 259                      | Missa brevis «Orgelsolomesse» ("Missa del solo d'orgue")        | Do major  |                                                        |
| Núm. 13 | 1776        | K. 262 (246a)               | Missa longa                                                     | Do major  |                                                        |
| Núm. 14 | 1777        | K. 275 (272b)               | Missa brevis                                                    | Si♭ major |                                                        |
| Núm. 15 | 1779        | K. 317                      | Missa brevis «Krönungsmesse» (Missa de la Coronació)            | Do major  |                                                        |
| Núm. 16 | 1780        | K. 337                      | Missa solemnis                                                  | Do major  |                                                        |
| Núm. 17 | 1782 – 1783 | K. 427 (417a)               | Gran missa en do menor                                          | Do menor  | Missa solemnis, incompleta                             |
| Núm. 18 | 1791        | K. 626                      | Requiem                                                         | Re menor  | completada per Franz Xaver Süssmayr                    |

Nota: A més a més, Mozart va compondre un Kyrie en fa major, K. 33, a París el 12 de juny de 1766; i un Kyrie en re menor, K. 341 (368) entre el novembre de 1780 i març de 1781, possiblement a Múnic.